# كام جونسون
كام جونسون (بالإنجليزية: Cam Johnson)‏ هو لاعب كرة قدم أمريكية أمريكي، ولد في 24 مايو 1990 في واشنطن العاصمة في الولايات المتحدة.

## وصلات خارجية
- كام جونسون على موقع مرجع كرة القدم المحترفة.كوم (الإنجليزية)